# Göteborgs skärgårds försvarsområde
Göteborgs skärgårds försvarsområde (Fo 33) var ett marint försvarsområde inom svenska marinen som verkade i olika former åren 1942–1958. Försvarsområdesstaben var förlagd i Göteborgs garnison i Göteborg.

## Historia
Göteborgs skärgårds försvarsområde bildades den 1 oktober 1942 som ett marint försvarsområde och var direkt underställd chefen för Västkustens marindistrikt. Den 1 oktober 1957 omorganiserades Västkustens marindistrikt till Marinkommando Väst, vilket bland annat innebar att Göteborgs kustartilleriförsvar avskiljdes för att den 1 juli 1958 bildade en egen myndighet. Vid samma tidpunkt uppgick Göteborgs skärgårds försvarsområde, Göteborgs försvarsområde och Halmstads försvarsområde i Göteborgs kustartilleriförsvar som antog namnet Göteborgs och Bohus samt Hallands försvarsområde jämte Göteborgs kustartilleriförsvar (Gbk/Fo 32/31).

## Förläggningar och övningsplatser
När försvarsområdet bildades förlades dess stab till Nya Varvet i Göteborg, från den 1 mars 1944 förlades staben till Kärringberget, där det verkade fram till dess upphörande.

## Förbandschefer
Förbandschefen titulerades försvarsområdesbefälhavare och var tillika chef för Göteborgs kustartilleriförsvar.
- 1942–1946: Överste Rudolf Kolmodin
- 1946–1954: Överste Harald Callerström
- 1954–1957: Överste Sven Haglund

## Namn, beteckning och förläggningsort
| Göteborgs skärgårds försvarsområde | 1942-10-01 | – | 1958-06-30 |

| Fo 33 | 1942-10-01 | – | 1958-06-30 |

| Göteborgs garnison (F) | 1942-10-01 | – | 1958-06-30 |